# Блістер

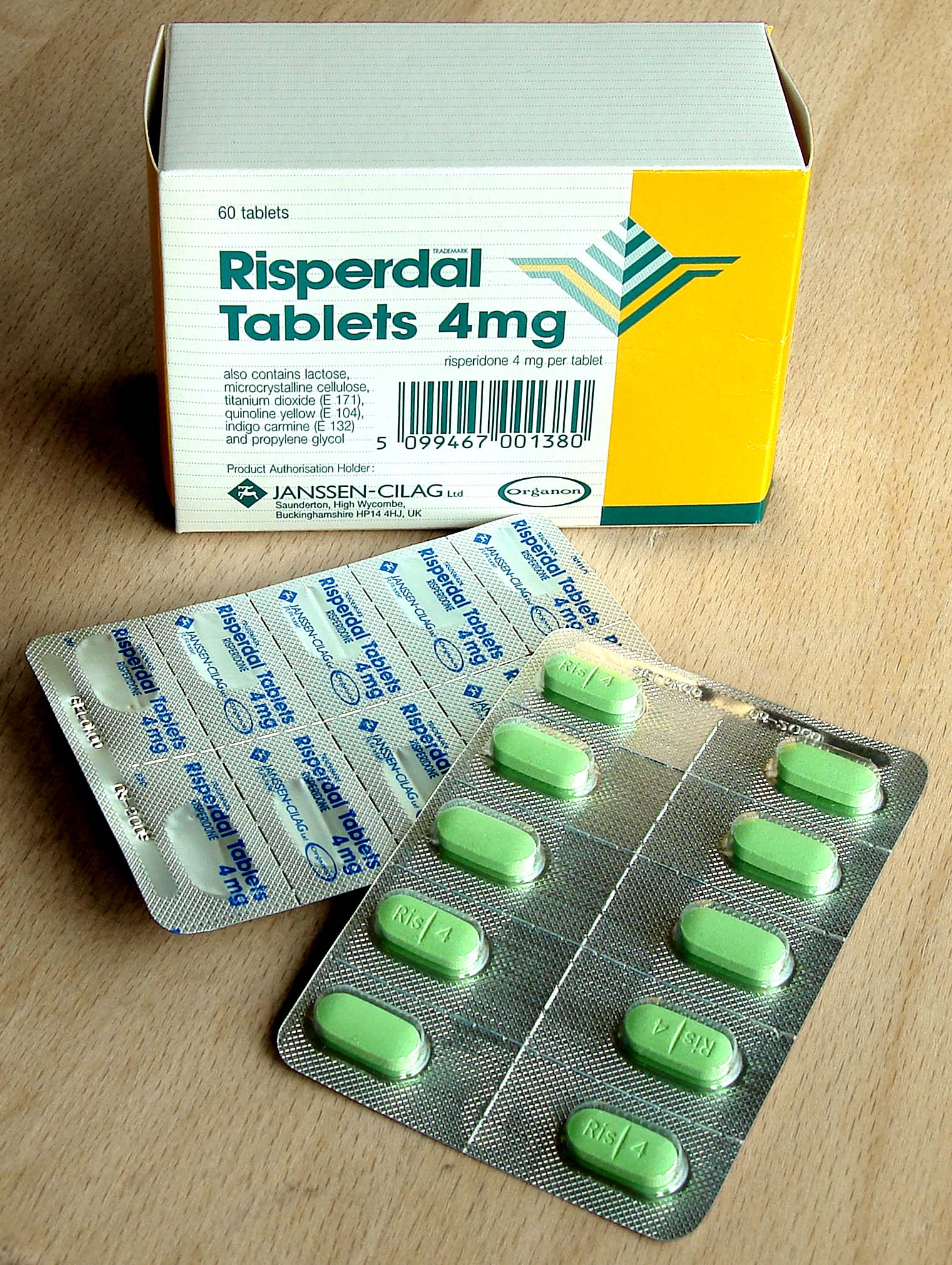
Таблетки в блістерній упаковці.

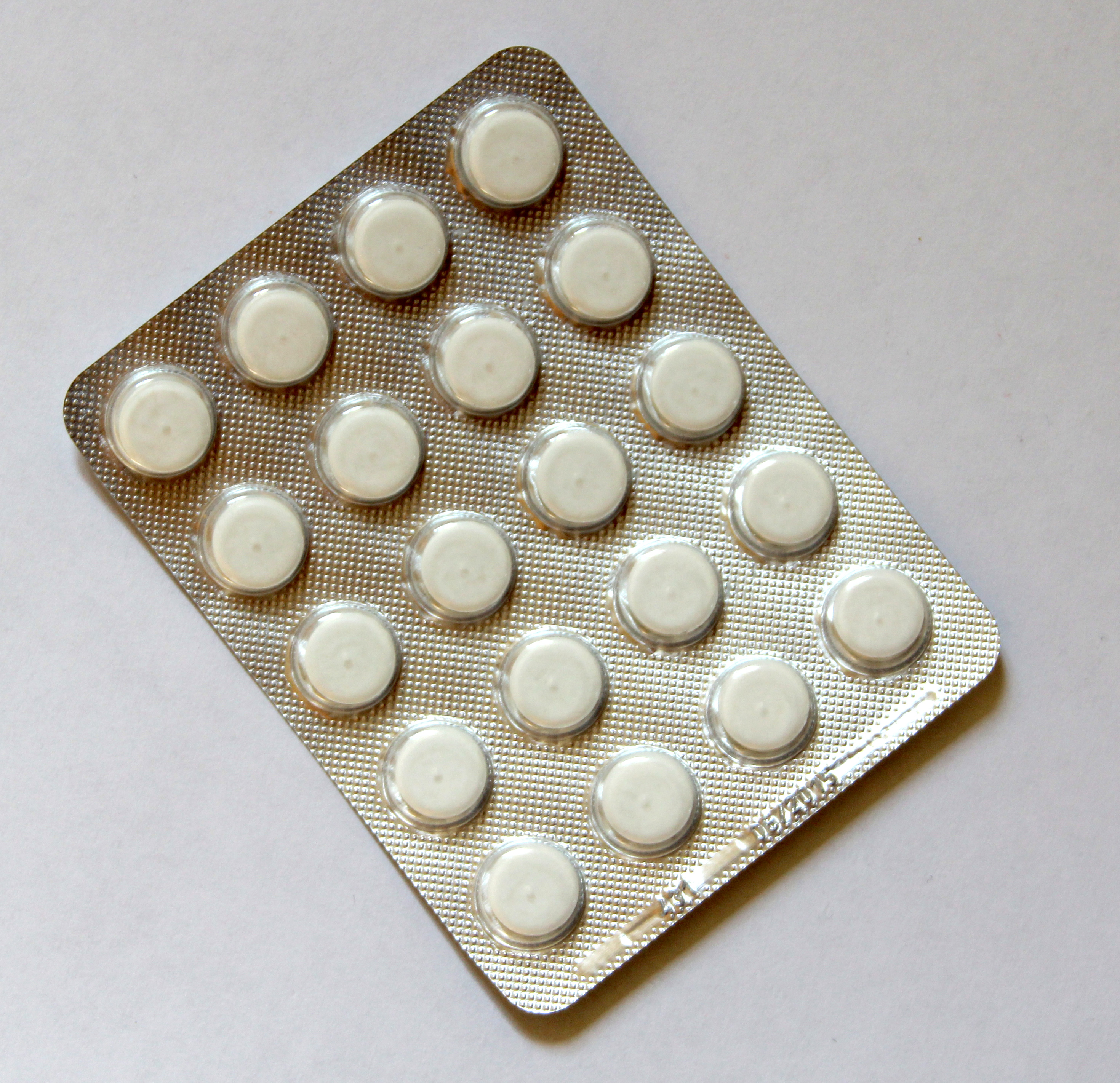
Таблетки в блістерній упаковці

Блі́стерне упакув́ання — вид упаковування з попередньо сформованого пластику, що часто використовується в фармації, фасуванні матеріалу чи товарів для роздрібної торгівлі. За допомогою термообробки покривній плівці надається певна форма, переважно це повторення обрисів предмету, котрий буде упакований. До блістера прикріплюється переважно картонна підкладка, на якій вводяться типографською методою усі дані про товар та виробника даної форми.

## Види
Блістери бувають одно- та кілька секційні.
Переважно виробляються із прозорого матеріалу. Досить часто блістери формують із поліетилену, тоді він має форму складного контейнера із відтягувальними затискачами для полегшення недопущення атмосферної вологості. Також блістери виготовляються із алюмінієвої фольги непрозорі, можуть містити різну кількість запечатуваних одинарних лікарських форм. У випадку таблеткових форм пакуються на мінімальний курс лікування — 5 чи 7 днів (для антибіотиків), для ліків із сталим курсом вживання — розфасовка на 28-30 днів, переважно по 3-4 блістери в упаковці, також існують 2-3 місячні упаковки із 6-9 блістерами, для контрацептивних препаратів — 21 чи 28 днів (21 + 7 днів паузальних).
В фармацевтичній промисловості блістери виготовляються для:
- ампул
- таблеток, капсул, льодяників
- супозиторій

В медицині:
- шприци

Виготовляються блістери переважно на напівавтоматичних установках прес-формами та штампами.